# Seznam současných monarchií
Seznam současných monarchií zahrnuje 44 monarchií, z nichž 43 je členem Organizace spojených národů (OSN) a jsou uznanými nezávislými státy a Vatikán (není členem OSN, protože podle Mezinárodního práva oficiálně nemá status státního subjektu, nýbrž titul Svatý stolec, jenž má s ostatními státy diplomatické vztahy). Přibližně 23,3 % z celkového počtu uznaných svrchovaných států jsou monarchie. 

## Suverénní monarchie
| Seznam suverénních monarchií               | Seznam suverénních monarchií             | Seznam suverénních monarchií             | Seznam suverénních monarchií             | Seznam suverénních monarchií             | Seznam suverénních monarchií |
| Stát                                       | Stát                                     | monarchie                                | titul monarchy                           | panovník                                 | poznámky |
| 1 konstituční monarchie v čele s císařem   | 1 konstituční monarchie v čele s císařem | 1 konstituční monarchie v čele s císařem | 1 konstituční monarchie v čele s císařem | 1 konstituční monarchie v čele s císařem | 1 konstituční monarchie v čele s císařem |
| ------------------------------------------ | ---------------------------------------- | ---------------------------------------- | ---------------------------------------- | ---------------------------------------- | --- |
|                                            | Japonsko                                 | parlamentární                            | císař (Tennó)                            | Naruhito                                 | Japonský císař (Tennó) nemá vnitřní politickou moc. Přejímá reprezentativní úlohu. |
| 33 království                              |                                          |                                          |                                          |                                          | |
|                                            | Antigua a Barbuda                        | parlamentárně-konstituční                | král                                     | Karel III.                               | − |
|                                            | Austrálie                                | parlamentárně-konstituční                | král                                     | Karel III.                               | |
|                                            | Bahamy                                   | parlamentárně-konstituční                | král                                     | Karel III.                               | − |
|                                            | Bahrajn                                  | konstituční                              | král                                     | Hamad bin Ísá Ál Chalífa                 | Do roku 2002 emirát, od té doby království. Po roce 2000 začaly demokratické reformy dnešní konstituční monarchie. |
|                                            | Belgie                                   | parlamentární                            | král                                     | Filip                                    | Do roku 1830 pod vládou nizozemských panovníků. |
|                                            | Belize                                   | parlamentárně-konstituční                | král                                     | Karel III.                               | − |
|                                            | Bhútán                                   | konstituční                              | král (Druk Gyalpo)                       | Džigme Khesar Namgjel Wangčhug           | Buddhistická monarchie od roku 1907. |
|                                            | Dánsko                                   | parlamentární                            | král                                     | Frederik X.                              | Dánský panovník je také hlavou Grónska a Faerských ostrovů. Od roku 1953 je umožněno následnictví také ženským pretendentkám trůnu. |
|                                            | Grenada                                  | parlamentárně-konstituční                | král                                     | Karel III.                               | − |
|                                            | Jamajka                                  | parlamentárně-konstituční                | král                                     | Karel III.                               | − |
|                                            | Jordánsko                                | konstituční                              | král                                     | Abdalláh II.                             | Ustaveno roku 1921 za pomoci Spojeného království Velké Británie. |
|                                            | Kambodža                                 | konstituční                              | král                                     | Norodom Sihamoni                         | Podle nové ústavy z roku 1993 opět monarchie. |
|                                            | Kanada                                   | parlamentárně-konstituční                | král                                     | Karel III.                               | |
|                                            | Lesotho                                  | parlamentární                            | král                                     | Letsie III.                              | Do roku 1965 „Nejvyšší náčelník“. Král nemá exekutivní ani legislativní úlohu. |
|                                            | Malajsie                                 | parlamentární                            | král                                     | Mizan Zainal Abidin                      | Volební monarchie. Malajsie sestává ze 13 spolkových států, z čehož je 9 sultanátů (viz „Subnárodní monarchie“). Král je volen každých pět let hlasy 9 sultánů zemí, z jejichž středu je volen na základě rotačního principu. Oficiální titul panovníka zní „Yang di-Pertuan Agong“, v češtině „Nejvyšší vládce“. |
|                                            | Maroko                                   | konstituční                              | král                                     | Muhammad VI.                             | Maroko ovládá území Západní Sahary, avšak vláda je poznamenána sporem o území s politickou organizací Polisario. |
|                                            | Nizozemské království                    | parlamentární                            | král                                     | Vilém-Alexandr                           | Vláda panovníka se vztahuje na 12 provincií a 3 zvláštní správní obvody (Bonaire, Saba, Sint Eustatius) v Nizozemsku, dále Arubu, Sint Maarten a Curaçao. |
|                                            | Nový Zéland                              | parlamentárně-konstituční                | král                                     | Karel III.                               | |
|                                            | Norsko                                   | parlamentární                            | král                                     | Harald V.                                | Existuje od roku 872, několikrát v personální unii. Samostatné království od roku 1905. |
|                                            | Papua Nová Guinea                        | parlamentárně-konstituční                | král                                     | Karel III.                               | − |
|                                            | Samoa                                    | konstituční                              | náčelník                                 | Va'aletoa Sualauvi II.                   | Sporné, někdy udávána jako parlamentní republika |
|                                            | Šalomounovy ostrovy                      | parlamentárně-konstituční                | král                                     | Karel III.                               | − |
|                                            | Saúdská Arábie                           | absolutní                                | král                                     | Salmán bin Abd al-Azíz                   | Islámská monarchie. Od roku 1932 sjednocená. |
|                                            | Švédsko                                  | parlamentární                            | král                                     | Karel XVI. Gustav                        | Od roku 1979 je umožněno následnictví také ženským následníkům. |
|                                            | Španělsko                                | parlamentární                            | král                                     | Filip VI.                                | Roku 1947 bylo ve Španělsku za Francovy diktatury znovunastoleno království, de facto od 1978. Španělský panovník je současně hlavou v Africe ležících španělských exkláv Ceuty a Melilly a také Kanárských ostrovů a kromě toho je nositelem titulu „Král Jeruzaléma“. |
|                                            | St. Kitts a Nevis                        | parlamentárně-konstituční                | král                                     | Karel III.                               | − |
|                                            | Sv. Lucie                                | parlamentárně-konstituční                | král                                     | Karel III.                               | − |
|                                            | Sv. Vincent a Grenadiny                  | parlamentárně-konstituční                | král                                     | Karel III.                               | − |
|                                            | Svazijsko                                | absolutní                                | král                                     | Mswati III.                              | V zemi probíhá proces demokratizace. |
|                                            | Thajsko                                  | konstituční                              | král                                     | Ráma X.                                  | Buddhistická monarchie. Momentálně je v Thajsku moc v rukou pučistických ozbrojenců, jedná se tedy přesně vzato o smíšenou formu konstituční monarchie a vojenské diktatury. |
|                                            | Tonga                                    | konstituční                              | král                                     | Tupou VI.                                | Tradiční polynéský královský titul „Tu'i tongo“ byl ustaven v roce 1865 před nastolením britského protektorátu západního typu. |
|                                            | Tuvalu                                   | parlamentárně-konstituční                | král                                     | Karel III.                               | − |
|                                            | Spojené království                       | parlamentárně-konstituční                | král                                     | Karel III.                               | Britský monarcha je současně hlavou následujících zemí: Guernsey, Jersey, Ostrov Man, Anguilla, Bermudy, Britské Panenské ostrovy, Britské indickooceánské území, Kajmanské ostrovy, Falklandské ostrovy, Gibraltar, Montserrat, Pitcairnovy ostrovy, Svatá Helena, Ascension a Tristan da Cunha, Jižní Georgie a Jižní Sandwichovy ostrovy a Turks a Caicos. Tyto země jsou buď korunní závislé území (a tudíž podléhá přímo panovníkovi) nebo zámořská území (někdejší korunní kolonie). |
| 1 velkovévodství                           |                                          |                                          |                                          |                                          | |
|                                            | Lucembursko                              | konstituční                              | velkovévoda                              | Jindřich I.                              | Do roku 1890 pod vládou nizozemských panovníků. |
| 3 knížectví                                |                                          |                                          |                                          |                                          | |
|                                            | Andorra                                  | konstituční                              | spolukníže                               | Joan Enric Vives Sicília Emmanuel Macron | Andorra přísně vzato není monarchií, ale diarchií, neboť má dvě rovnocenné hlavy státu, biskupa z Urgellu a francouzského prezidenta jako nástupce hraběte z Foix. |
|                                            | Lichtenštejnsko                          | konstituční                              | kníže                                    | Hans Adam II.                            | − |
|                                            | Monako                                   | konstituční                              | kníže                                    | Albert II.                               | − |
| 2 sultanáty                                |                                          |                                          |                                          |                                          | |
|                                            | Brunej                                   | absolutní                                | sultán                                   | Hassanal Bolkiah                         | − |
|                                            | Omán                                     | absolutní                                | sultán                                   | Hajtham bin Tárik                        | − |
| 3 šejcháty (emiráty)                       |                                          |                                          |                                          |                                          | |
|                                            | Katar                                    | absolutní                                | šejk                                     | Tamím bin Hamad Ál Thání                 | − |
|                                            | Kuvajt                                   | konstituční                              | emír                                     | Sabah al-Ahmad as-Sabah                  | Do roku 1991 absolutní monarchie, mezi lety 1991 a 1996 sestavení parlamentu. |
|                                            | Spojené arabské emiráty                  | federálně-konstituční                    | předseda                                 | Chalífa bin Zájid Ál Nahján              | Volební monarchie sestávající z členských emirátů (viz odkaz „Subnárodní monarchie“). Formálně může být za panovníka zvolen každý ze sedmi emírů spolku, podle tradice je ovšem zvolen vždy stávající emír z Abu Dhabi. |
| 1 suverénní územní základna Svatého stolce |                                          |                                          |                                          |                                          | |
|                                            | Vatikán                                  | absolutní                                | papež                                    | Lev XIV.                                 | Volební monarchie, poslední absolutní monarchie Evropy a jediná křesťanská teokracie světa. Papež je volen k tomu oprávněnými kardinály (viz zde) v konkláve. Papež je monarcha městského státu Vatikán a hlavou římskokatolické církve. |

## Subnárodní monarchie
Kromě shora uvedených států a území existují ještě některé menší monarchie, které spadají pod správu některého uznaného nezávislého státu.
|  | Název země      | titul monarchy          | panovník                         |  | stát                    |
|  | --------------- | ----------------------- | -------------------------------- |  | ----------------------- |
|  | Abeokuta        | Alake                   | Adedotun Aremu Gbadebo III.      |  | Nigérie                 |
|  | Abú Zabí        | emír                    | Chalifa bin Zayid Al Nahyan      |  | Spojené arabské emiráty |
|  | Adamawa         | Lamido                  | Muhammadu Barkindo Aliyu Musdafa |  | Nigérie                 |
|  | Agaie           | Etsu                    | Alhaji Yussuf Nuhu               |  | Nigérie                 |
|  | Adžmán          | emír                    | Humaid bin Raschid an-Nu'aimi    |  | Spojené arabské emiráty |
|  | Ankole          | „Omugabe“               | Ntare VI.                        |  | Uganda                  |
|  | Anufu           | „Soma“                  | Na Bema                          |  | Togo                    |
|  | Ašanti          | král („Asantehene“)     | Otumfuo Tutu II.                 |  | Ghana                   |
|  | Bafut           | „Fon“                   | Abumbi II.                       |  | Kamerun                 |
|  | Buganda         | král („Kabaka“)         | Ronald Muwenda Mutebi II.        |  | Uganda                  |
|  | Buňoro-Kitara   | „Omukama“               | Iguru I.                         |  | Uganda                  |
|  | Busoga          | „Kyabazinga“            | Henry Wako Muloki                |  | Uganda                  |
|  | Dubaj           | emír                    | Muhammad ibn Raschid Al Maktum   |  | Spojené arabské emiráty |
|  | Fudžajra        | emír                    | Hamad ibn Muhammad asch-Scharqi  |  | Spojené arabské emiráty |
|  | Johor           | sultán                  | Mahmud Iskandar Al-Haj           |  | Malajsie                |
|  | Kano            | emír                    | Muhammadu Sanusi II.             |  | Nigérie                 |
|  | Kedah           | sultán                  | Tuanku Abdul Halim               |  | Malajsie                |
|  | Kelantan        | sultán                  | Ismail Petra                     |  | Malajsie                |
|  | Kotokolien      | Náčelník („Uro Eso“)    | Yusuf Ayeva                      |  | Togo                    |
|  | Říše Māori      | král                    | Tuheitia Paki                    |  | Nový Zéland             |
|  | Negeri Sembilan | sultán                  | Tuanku Muhriz                    |  | Malajsie                |
|  | Pahang          | „Yang di-Pertuan Besar“ | Tuanku Jaafar                    |  | Malajsie                |
|  | Perak           | sultán                  | Azlan Shah                       |  | Malajsie                |
|  | Perlis          | Rádža                   | Tuanku Syed Sirajuddin           |  | Malajsie                |
|  | Ra's al-Chaimá  | emír                    | Saqr ibn Muhammad al-Qasimi      |  | Spojené arabské emiráty |
|  | Šardžá          | emír                    | Šejch bin Mohamed Al-Qasimi      |  | Spojené arabské emiráty |
|  | Selangor        | sultán                  | Šarafuddin Idris Šah             |  | Malajsie                |
|  | Sigave          | král, („Tu'i“)          | Visesio Moeliku                  |  | Francie                 |
|  | Sokoto          | sultán                  | Saadu Abubakar IV.               |  | Nigérie                 |
|  | Tenkodogo       | „Naaba“                 | Tigre I.                         |  | Burkina Faso            |
|  | Terengganu      | sultán                  | Mizan Zainal Abidin              |  | Malajsie                |
|  | Tóro            | „Omukama“               | Rukidi IV.                       |  | Uganda                  |
|  | Tu'a            | král („Tu'i“)           | Soane Patita Maituku             |  | Francie                 |
|  | Umm al-Kuvajn   | sultán                  | Raschid ibn Ahmad al-Mu'alla     |  | Spojené arabské emiráty |
|  | Uvéa            | král („Tu'i“)           | Tomasi Kulimoetoke II.           |  | Francie                 |
|  | Wogodogo        | „Naaba“                 | Baongo II.                       |  | Burkina Faso            |
|  | Zazzau          | emír                    | Shehu ibn Idris                  |  | Nigérie                 |
|  | Zululand        | král                    | Goodwill Zwelithini kaBhekuzulu  |  | Jižní Afrika            |

Slepá mapa světa monarchií podle typu: